# Смит, Дилан (футболист)
Ди́лан Джон Смит (англ. Dylan John Smith; родился 21 июня, 2006, Инвернесс, Шотландия) — шотландский футболист, защитник клуба «Росс Каунти».

## Клубная карьера
Воспитанник «Росс Каунти», Смит дебютировал за основную команду клуба 27 августа 2022 года в матче Премьершипа против «Рейнджерс».

## Карьера в сборной
Выступал за сборную Шотландии до 17 лет.